# Budislavec
Budislavec is een plaats in de gemeente Vidovec in de Kroatische provincie Varaždin. De plaats telt 242 inwoners (2001).